# 十字架上のキリストと礼拝する2人の寄進者
『十字架上のキリストと礼拝する2人の寄進者』(じゅうじかじょうのキリストとれいはいするふたりのきしんしゃ、仏: Christ en croix adoré par deux donateurs、英: Christ on the Cross Adored by Two Donors) は、ギリシャ・クレタ島出身であるマニエリスム期のスペインの巨匠エル・グレコが1590年ごろにキャンバス上に油彩で制作した絵画で、「キリストの磔刑」の図像に2人の寄進者を描いている。作品は1908年以来、パリのルーヴル美術館に収蔵されている。

## 来歴
本作は、トレドの聖ヒエロニムス会系修道院にあったが、1836年にテロ―ル男爵によりフランス国王ルイ・フィリップのスペイン絵画コレクションのために購入され、1838年にはルーヴル美術館内に設けられた国王の「スペイン画廊 (Galerie espagnole)」に展示された。このコレクションは、当時、プラド美術館を除けば充実したスペイン絵画コレクションの代表格であったが、2月革命で王政が崩壊した後、1853年に売却され、四散してしまった。売却後、本作は様々な所有者の手を経たが、1908年にルーヴル美術館に収蔵された。

## 作品
この作品は、エル・グレコがスペインに渡ってきてから約10年後に制作されたものと考えられる。十字架上で息絶えようとしているキリストは、下からの見あげる視線で身体が歪められ、強烈な印象を与えている。長く引き伸ばされた身体の優雅な逆S字型曲線は、顔の表情と相まって苦悩というよりは法悦の様を表している。このような描写は16世紀後半の絵画によく見られるものであるが、エル・グレコは背景に突然黒雲に覆われていく不気味な空を描くことで、劇的な雰囲気を作り上げている。
通常、十字架の左側には聖母マリア、右側には福音史家ヨハネが描かれる (プラド美術館の『キリストの磔刑』を参照) が、本作では2人の寄進者が描かれている。この2人は、16世紀のトレドで活動した建築家・彫刻家のアロンソ・デ・コバルービアスの息子たちだと考えられていたが、現在、左側にいるのはディオニシオ・メルガール (Dionisio Melgar)、右側にいるのはトレドの無名の市民、おそらく、ブラス・デ・フエンテチャーダ (Blas de Fuentechada)、または  パブロ・ロドリゲス・デ・ベラルカサル (Pablo Rodríguez de Belalcázar) であると考えられている。